# Incendie de 2015 au marché Dantokpa
Pour un article plus général, voir Incendies au marché Dantokpa.
L'Incendie de 2015 au marché Dantokpa a lieu dans la nuit du 30 au 31 octobre 2015. C'est l'un des plus dévastateurs qu'a connus le marché depuis sa création 1963, causant d'importants dégâts matériels sans perte en vies humaines.

## Contexte
L’incendie s'est déclenché dans la nuit du vendredi 30 au samedi 31 octobre 2015. Il prend fin l'après-midi grâce aux éléments du Groupement des sapeurs-pompiers de Cotonou, causant d'importants dégâts matériels. Il s’agit des centaines de boutiques remplies de marchandises et des sommes d'argent brulées. Aucune perte en vies humaines, ni de blessés n’est enregistrés. 

## Déroulement

### Origines de l'incendie
Selon les responsables de la Société de gestion des marchés de Cotonou (Sogema), gestionnaire du marché, l'incendie est provoqué par un camion transportant de l'essence de contrebande communément appelée kpayo au Bénin. C'est une collision entre un camion transportant ce type d'essence avec un autre véhicule dans l'une des ruelles du marché qui est la cause de cet incendie. 
Selon d'autres témoignages, l’incendie est advenu à la suite d'une intervention de la police qui tentait de poursuivre un camion transportant des bidons d’essence de contrebande qui a pris feu. Une version rejetée par la police par l’intermédiaire du commissaire du marché qui réfute l’existence de contrôle lors de la nuit de l’incendie.

### Bilans de l'incendie
Près de 155 hangars et magasins sont détruits soit une perte de plusieurs centaines de millions de FCfa et un décompte provisoire de 750 vendeurs environ.

### Contexte politique et promesses
L’incendie de 2015 au marché Dantokpa est survenu dans un contexte préélectoral à l’élection présidentielle de 2016 au Bénin. Il suscite une mobilisation des potentiels candidats, du gouvernement, d’autres acteurs politiques, de la société civile, des institutions nationales et internationales à l’égard des victimes.
Après avoir visité le marché le samedi 31 octobre pour constater de lui-même les dégâts causés par cet incendie, le président de la République Boni Yayi y rencontre le dimanche 1er novembre 2015 au palais de la Marina les victimes. Il prend plusieurs mesures. Il s’agit entre autres du relogement des victimes sur des sites appropriés en attendant la reconstruction dans un délai d'un ou deux mois des hangars ravagés. La poursuite des réflexions pour un soutien financier du gouvernement en faveur des sinistrés, en vue de la reconstitution de leur capital. La mise en place imminente d’un plan sécuritaire du marché annoncé par le directeur général de la police nationale avec la collaboration du chef d'état-major général des Armées.
«  Il faudrait que les autorités et même les particuliers puissent apporter leur contribution pour un tant soit peu alléger la souffrance de ces gens-là. Nous ferons notre part du travail »
— Sébastien Ajavon
«  Premièrement, à titre personnel, je vais contribuer pour la reconstruction du marché. Deuxièmement, j’offre mon expertise pour aider à mobiliser des ressources pour la reconstruction de ce marché. »
— Abdoulaye Bio Tchané

## Réactions

### Mesures prises
Le 31 octobre 2015, le gouvernement du président Boni Yayi s’est réuni en conseil extraordinaire des ministres pour situer les responsabilités, identifier et dédommager les victimes et reconstruire le marché. 
Pour la mise en œuvre des mesures, plusieurs structures sont associées et instruites. Il s'agit du :
- génie militaire qui instruit le nettoyage de la zone sinistrée;
- ministre chargé de la décentralisation pour coordonner avec la Sogéma, le préfet, le chef d’État-major général et les conseillers municipaux. Il s'agit de coordonner ses actions aux fins de proposer au conseil des ministres un plan de reconstruction, d’organisation et de modernisation du marché Dantokpa et en priorité de la zone sinistrée.
- directeur Général de la Sogema qui est instruit à écouter les sinistrés, les identifier et inventorier toutes les places non occupées en vue du relogement provisoire des usagers sinistrés.
- génie militaire et des maitrises d’ouvrage délégué : AGETUR, AGETIP et autres sous la supervision du Ministre de l’Urbanisme, de l’Habitat et de l’Assainissement pour le reconstruction de la zone sinistrée  dans un délai de trois mois.

### Concrétisation des mesures et promesses tenues
Le mercredi 25 novembre 2015, le président de l’Assemblée nationale, Me Adrien Houngbédji remet un chèque de 15 millions Fcfa dont 5 millions en son propre nom et le reste au nom du Parlement béninois à une délégation desdits sinistrés au cours d’une audience qu’il leur a accordée, et   annonce le vote par l'assemblée nationale dans les prochains jours d'un crédit à mettre à la disposition des victimes.
Dans la même perspective, celle de soulager les peines des victimes, le maire de Cotonou par l'entremise de la Société de gestion des marchés autonomes donne 5 millions de FCFA. 
Le mercredi 6 février 2019, le président du Comité chargé de la mobilisation des ressources par ailleurs, président du Conseil économique et social (Ces) procède de la remise d’un chèque de montant total de 778.315.679 Fcfa au profit de 608 victimes en présence des deux ministres du gouvernement. De ce montant, l’apport du gouvernement est estimé à 500 millions Fcfa et les donateurs nationaux et internationaux un montant de 278.315.679 Fcfa dans les comptes ouverts.

## Reconstruction du site sinistré

### Relogement provisoire des sinistrés
Le gouvernement reloge les sinistrés en attendant la reconstruction du marché dans un délai de deux mois.Le 29 juin 2016 les propriétaires des magasins et boutiques détruits ont exprimé leur mécontentement au ministre de la décentralisation et de la gouvernance locale à travers deux revendications principales dont : Le non-respect  du délai contractuel  de deux mois pour la livraison des travaux de reconstruction alors que cela fais plus de 8 mois sans que les travaux ne soient achevés. Dans le second point de revendications par leur porte-parole, les sinistres réclament le versement total des dons sur leur compte et estimé à près de 800.000.000 de francs Cfa où seulement 200.000.000 fcfa ont été versés.

### Remise de clés du site sinistré reconstruit
Initialement prévu pour finir dans un délai relativement court, les travaux de reconstruction du nouveau site sont finalement achevés dans un délai de dix mois. Ainsi, début août 2016, le génie militaire a officiellement procédé à la remise de clés à la Société de gestion des marchés autonomes (Sogema) en présence des femmes, autres usagers et des responsables des marchés,,.